# Telefunken

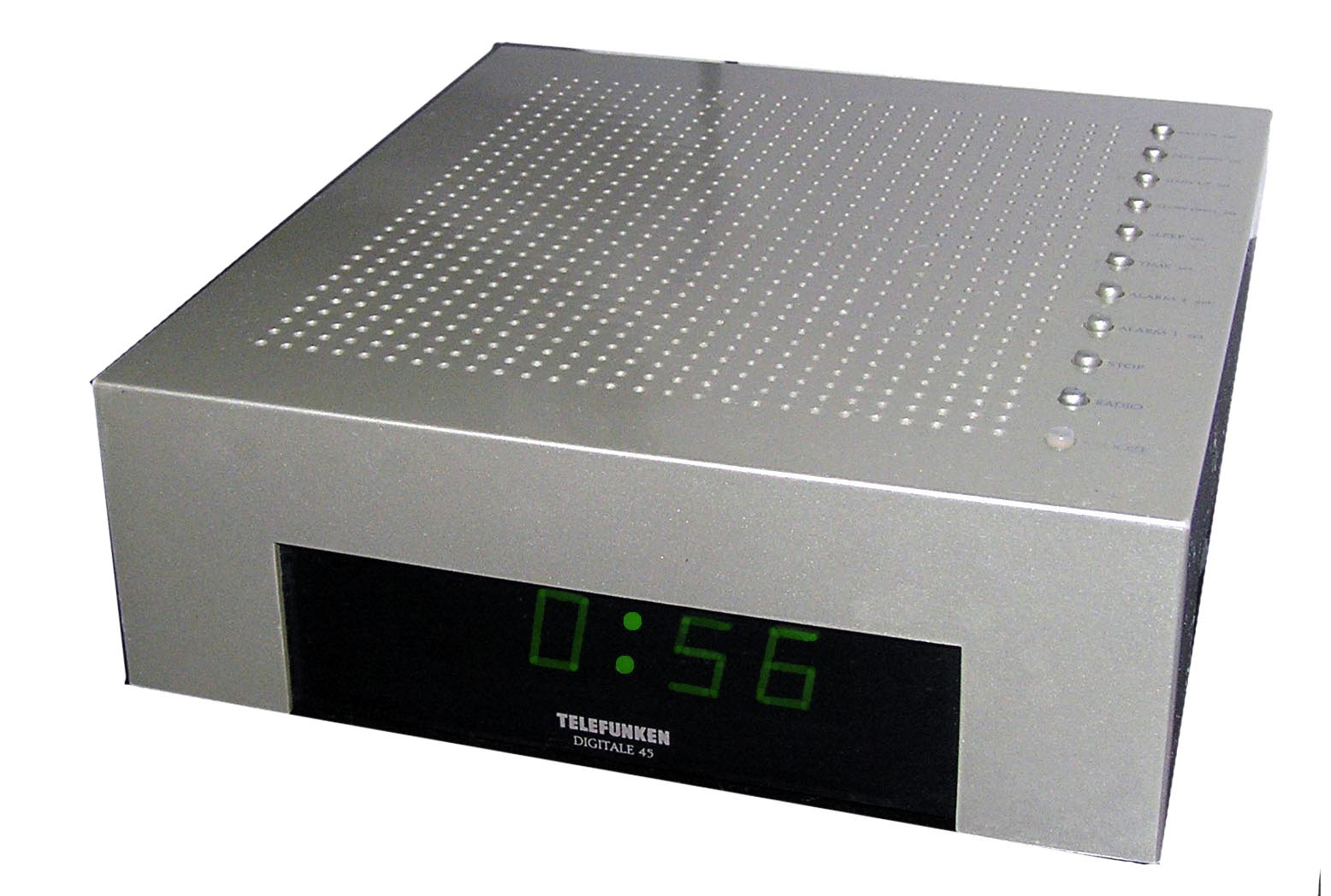
Telefunken, Design Ph Starck

 Telefunken  és una empresa alemanya de fabricació d'aparells de ràdio i televisors, fundada el 1903. Al principi era un projecte comercial entre AEG i Siemens AG, fins que Siemens el va abandonar a 1941.
En 1911 El Kaiser Guillem II d'Alemanya va enviar enginyers de Telefunken a West Sayville, Nova York per aixecar tres torres de ràdio de 180 metres d'alçada, comptant amb la col·laboració de Nikola Tesla. Una estació de similars característiques va ser construïda a Nauen, establint així l'única xarxa sense fils de comunicacions entre Amèrica del Nord i Europa. En 1934 Telefunken posà a la venda els primers receptors de televisió a tub catòdic. En 1967 es va fusionar amb AEG, amb el que va passar a conèixer-se com AEG-Telefunken. Quan AEG va ser comprada per Daimler a 1985, la marca "Telefunken" va ser eliminada. La marca comercial "Telefunken", però, continua sent comercialitzada per DaimlerChrysler.
Walter Bruch va desenvolupar el sistema PAL de televisió en color a Telefunken; aquest sistema és el més utilitzat en els sistemes televisius fora del continent americà avui dia. Telefunken|USA ™ va ser constituïda el 2001 per proporcionar serveis de renovació i fabricació de micròfons Telefunken als Estats Units.
En 2005, Telefunken SenderSysteme Berlin va ser rebatejada Transradio SenderSysteme Berlin AG. La marca Transradio data de 1918, quan Transradio va ser fundada com una subsidiària de Telefunken. Un any després, el 1919, Transradio va introduir la transmissió dúplex. Transradio està especialitzada en la investigació, desenvolupament i disseny de sistemes moderns de radiodifusió en les bandes OM, VHF/FM i altres sistemes de comunicació internacional mitjançant ones de ràdio.

## Anècdota
Frank Zappa fa al·lusió al micròfon Telefunken U 47 al final de la seva cançó "Crew Slut" i en el tema "Sy Borg" del seu àlbum Joe's Garage. "It looks just like a Telefunken U 47" ( se sembla a un Telefunken U 47 ). Pel que sembla era propietari d'una gran col·lecció de micròfons alemanys, i el U 47 era un dels seus favorits. El micròfon és fabricat, en l'actualitat, per Neumann i és distribuït per Telefunken sota la marca Neumann.

## Models Antics de Telefunken
- Radioreceptors Telefunken Super Heterodyne Series.
- Radioreceptors Telefunken Gavotte Series.
- Radioreceptors Telefunken Jubilete Series.